# 한국일보문학상
한국일보문학상(韓國日報文學賞)은 1968년 한국일보사가 제정한 대한민국의 한국창작문학상이다.

## 역대 수상 작품
| 회     | 수상년도 | 작가            | 작품                                                  |
| ------ | -------- | --------------- | ----------------------------------------------------- |
| 제1회  | 1968년   | 한말숙          | 《신과의 약속》                                       |
| 제2회  | 1969년   | 방영웅          | 《달》                                                |
| 제3회  | 1970년   | 오유권          | 《일가의 몰락》                                       |
| 제4회  | 1971년   | 강용준          | 《광인일기》                                          |
| 제5회  | 1972년   | 이문구          | 《장한몽》                                            |
| 제6회  | 1973년   | 신상웅          | 《심야의 정담》                                       |
| 제7회  | 1974년   | 정을병          | 《병든 지구》                                         |
| 제8회  | 1975년   | 이청준          | 《이어도》                                            |
| 제9회  | 1976년   | 유현종          | 《들불》                                              |
| 제10회 | 1977년   | 이병주          | 《망명의 늪》                                         |
| 제11회 | 1978년   | 김문수          | 《육아》                                              |
| 제12회 | 1979년   | 김원일          | 《도요새에 관한 명상》                                |
| 제13회 | 1980년   | 이동하          | 《굶주린 혼》                                         |
| 제14회 | 1981년   | 최일남          | 《홰치는 소리》 《세 고향》                           |
| 제15회 | 1982년   | 윤흥길          | 《꿈꾸는 자의 나성》                                  |
| 제16회 | 1983년   | 김원우          | 《불면수심》                                          |
| 제17회 | 1984년   | 임철우          | 《아버지의 땅》                                       |
| 제18회 | 1985년   | 윤후명          | 《섬》                                                |
| 제19회 | 1986년   | 서정인          | 《달궁》                                              |
| 제20회 | 1987년   | 이제하          | 《광화사》                                            |
| 제21회 | 1988년   | 박태순          | 《밤길의 사람들》                                     |
| 제22회 | 1989년   | 이인성          | 《한없이 낮은 숨결》                                  |
| 제23회 | 1990년   | 김영현          | 《저 깊푸른 강》                                      |
| 제24회 | 1991년   | 하창수          | 《돌아서지 않는 사람들》                              |
| 제25회 | 1992년   | 이창동          | 《녹천에는 똥이 많다》                                |
| 제26회 | 1993년   | 신경숙          | 《풍금이 있던 자리》                                  |
| 제27회 | 1994년   | 구효서          | 《깡통따개가 없는 마을》                              |
| 제28회 | 1995년   | 김인숙          | 《먼 길》                                             |
| 제29회 | 1996년   | 전경린          | 《염소를 모는 여자》                                  |
| 제30회 | 1997년   | 성석제 / 윤영수 | 《유랑》/ 《착한 사람 문성현》                        |
| 제31회 | 1998년   | 이혜경          | 《그 집 앞》                                          |
| 제32회 | 1999년   | 현기영          | 《지상의 숟가락 하나》                                |
| 제33회 | 2000년   | 하성란          | 《기쁘다 구주 오셨네》                                |
| 제34회 | 2001년   | 오수연          | 《땅위의 영광》                                       |
| 제35회 | 2002년   | 은희경          | 《누가 꽃피는 봄날 리기다 소나무 숲에 덫을 놓았을까》 |
| 제36회 | 2003년   | 배수아          | 《일요일 스키야키 식당》                              |
| 제37회 | 2004년   | 김경욱          | 《장국영이 죽었다고?》                                |
| 제38회 | 2005년   | 김애란          | 《달려라 아비》                                       |
| 제39회 | 2006년   | 강영숙          | 《리나》                                              |
| 제40회 | 2007년   | 편혜영          | 《사육장 쪽으로》                                     |
| 제41회 | 2008년   | 김태용          | 《풀밭 위의 돼지》                                    |
| 제42회 | 2009년   | 한유주          | 《막》                                                |
| 제43회 | 2010년   | 황정은          | 《백의 그림자》                                       |
| 제44회 | 2011년   | 최제훈          | 《일곱 개의 고양이 눈》                               |
| 제45회 | 2012년   | 권여선          | 《레가토》                                            |
| 제46회 | 2013년   | 손보미          | 《산책》                                              |
| 제47회 | 2014년   | 이기호          | 《차남들의 세계사》                                   |
| 제48회 | 2015년   | 전성태          | 《두번째 자화상》                                     |
| 제49회 | 2016년   | 윤성희          | 《베개를 베다》                                       |
| 제50회 | 2017년   | 정세랑          | 《피프티피플》                                        |
| 제51회 | 2018년   | 최은영          | 《내게 무해한 사람》                                  |
| 제52회 | 2019년   | 정소현          | 《품위 있는 삶》                                      |
| 제53회 | 2020년   | 백수린          | 《여름의 빌라》                                       |
| 제54회 | 2021년   | 최은미          | 《눈으로 만든 사람》                                  |